# Candela (canción de Noelia)
«Candela» es una canción de la cantante puertorriqueña Noelia, publicada como el tercer sencillo de su álbum homónimo en 1999. El sencillo remezclado en la versión de afro-latin house por el productor H. Antoni Carvajal, fue utilizado como puesto 1 en la transmisión "Striscia la notizia" y conocido por su extraordinaria popularidad en Italia en 2001, la canción llega al primer lugar en los éxitos de la radio nacional y la cuarta posición en la clasificación de los sencillos más vendidos. Noelia se convirtió en la artista reveladora del estado de 2001 en Festivalbar, un disco de oro, un verdadero eslogan de verano.
Después de la explotación de Candela, Noelia no conocerá otras posiciones de popularidad en Italia, mientras sigue siendo una artista popular de dance, bien conocida en los Estados Unidos y algunos países en América Latina. Las versiones adicionales de la canción fueron producidas por H. Antoni Carvajal y publicadas en Grecia, España, Estados Unidos y Francia por el sello Network Records / Ultralab - Virgin - Warner, Radikal.

## Lista de canciones

### 12" Vinilo
1. «Candela» (Eurolatin House Mix)
2. «Candela» (Eurolatin House Attack)
3. «Candela» (Spanish Club Mix)
4. «Candela» (Run Away Mix)
5. «Candela» (Deep On The Street Mix)
6. «Candela» (Tumba Low Man Mix)

### Promo Vinilo
1. «Candela» (Original Mix)
2. «Candela» (Latin House Mix)
3. «Candela» (Spanish Club Mix)
4. «Candela» (Tropical Beats)

### Maxisencillo
1. «Candela» (Radio Edit Mix) - 3:33
2. «Candela» (U.S. Remix Radio Edit) - 3:20
3. «Candela» (Eurolatin House Mix) - 4:47
4. «Candela» (Deep On The Street Mix) - 3:57
5. «Candela» (Tumba Low Man Mix) - 4:51
6. «Candela» (Run Away Mix) - 5:43
7. «Candela» (U.S. Club Mix) - 7:39

## Clasificación italiana
| Posiciones | 7 | 5 | 6 | 4 | 7 | 4 | 6 | 8 | 12 | 14 | 19 | 15 | 16 | 14 | 20 | - |